# Villaornate y Castro
Villaornate y Castro är en kommun i Spanien.   Den ligger i provinsen Provincia de León och regionen Kastilien och Leon, i den nordvästra delen av landet, 250 km nordväst om huvudstaden Madrid. Antalet invånare är 401. Arean är 48 kvadratkilometer. Villaornate y Castro gränsar till Villaquejida, Villamandos, Algadefe, Toral de los Guzmanes, Valencia de Don Juan, Villabraz, Fuentes de Carbajal och Campazas. 
Terrängen i Villaornate y Castro är platt.